# Colonisation de Vénus
 (février 2021).
Si vous disposez d'ouvrages ou d'articles de référence ou si vous connaissez des sites web de qualité traitant du thème abordé ici, merci de compléter l'article en donnant les références utiles à sa vérifiabilité et en les liant à la section « Notes et références ».

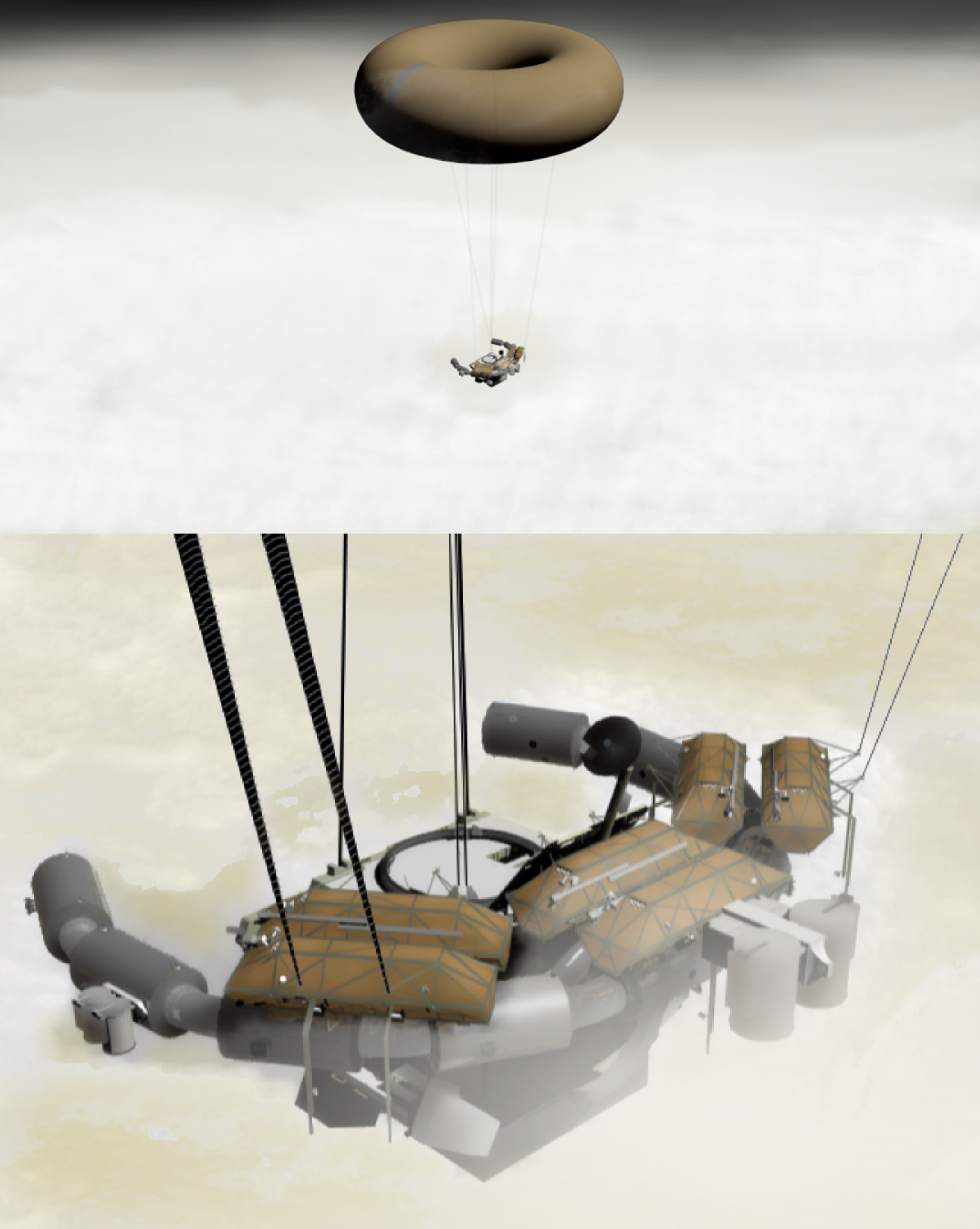
Vue d'artiste d'un avant-poste hypothétique flottant à 50 km au-dessus de la surface de Vénus.

La colonisation de Vénus, la plus proche planète de la Terre, est une idée qui est à l'origine de plusieurs ouvrages de science-fiction datant de l'époque où les seules caractéristiques connues de Vénus (présence de nuage, taille) pouvaient laisser penser que celle-ci était un lieu en partie favorable à la présence de l'homme. Les sondes spatiales ont permis de découvrir dans les années 1960 un environnement particulièrement hostile : températures très élevées, pression atmosphérique équivalente à celle des profondeurs océaniques, atmosphère dépourvue d'oxygène et de vapeur d'eau mais saturée de dioxyde de carbone et d'acides, absence de champ magnétique protecteur. Les spéculations concernant une colonisation future se sont tournées vers la Lune et surtout vers Mars. Toutefois, de nouveaux scénarios de colonisation ont été élaborés récemment reposant sur l'implantation de colonies « flottantes » situées dans la région occupée par les nuages les plus élevés et caractérisée par un milieu moins hostile.

## Raisons de colonisation

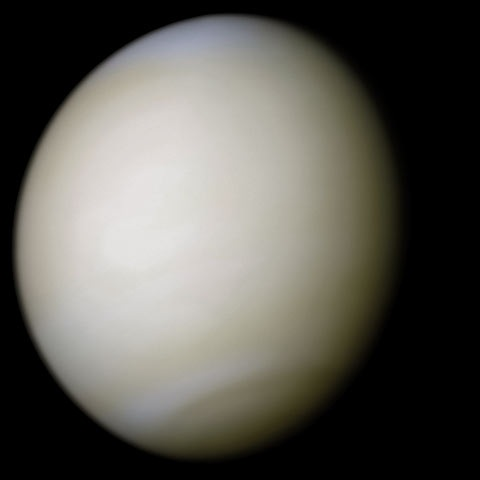
Vénus

La colonisation des corps célestes est un pas vers la conquête de l'espace et implique une implantation permanente ou à long terme de l'Homme dans un environnement extérieur à la Terre. Stephen Hawking a émis l'idée que la colonisation de l'espace serait le meilleur moyen d'assurer la survie de l'homme. Les autres raisons de colonisation spatiale incluent des intérêts économiques, des recherches scientifiques à long terme, etc. Avec les technologies actuelles, la seule zone de l'espace réaliste pour une colonisation est l'environnement direct de la Terre, c'est-à-dire la Lune, les astéroïdes géocroiseurs, Mars, et Vénus.

## Avantages

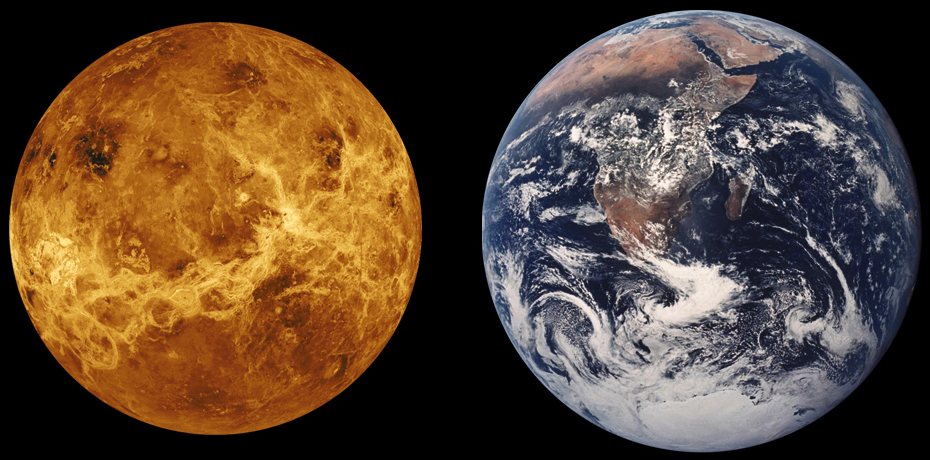
Cette représentation à l'échelle de la Terre et de Vénus montre la similitude de taille. Vénus est un peu plus petite.

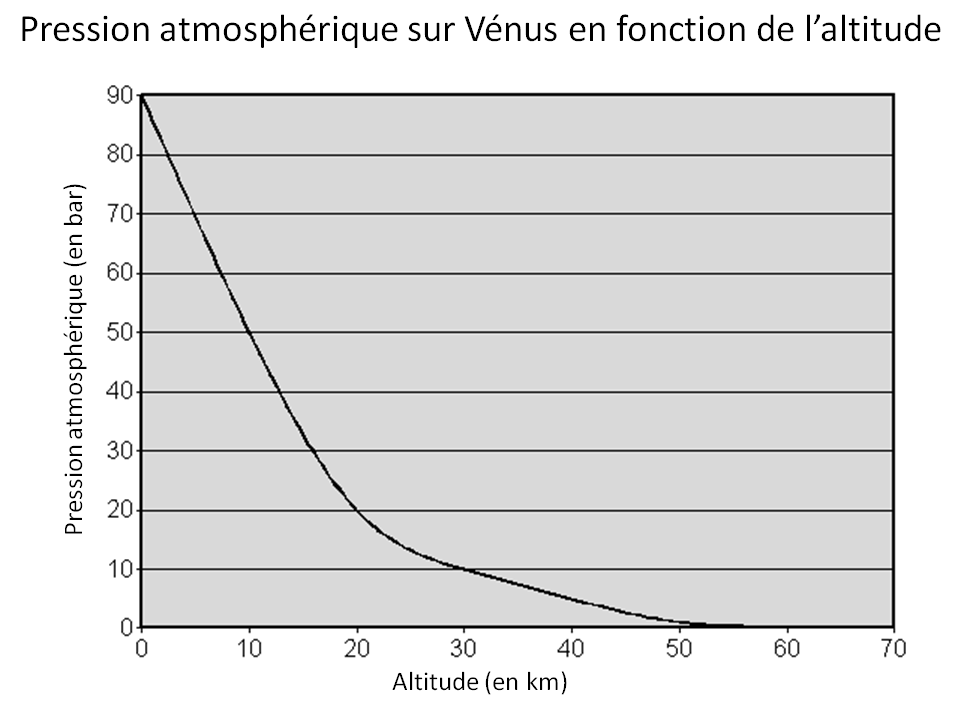
Pression atmosphérique sur Vénus, commençant à la surface par une pression 90 fois plus importante, l'équivalent terrestre est atteint à 50 km de hauteur.

Vénus a certaines similitudes avec la Terre ce qui rendrait la colonisation plus facile sous certains aspects. Ces similitudes, et sa proximité, ont fait que Vénus a été surnommée la « sœur jumelle de la Terre ».
- Actuellement on n'a pas établi si la pesanteur sur Mars, environ un tiers de celle de la Terre, serait suffisante afin d'éviter la décalcification des os et la perte de tonicité des muscles éprouvés par les astronautes vivant dans un environnement de microgravité (la sonde Mars Gravity Biosatellite sera la première à l'étudier). Inversement, Vénus est proche en taille et en masse de la Terre, il en résulte une quasi-identité de la gravité à la surface (0,904 g). La plupart des autres soucis des plans d'exploration et de colonisation de l'espace concernent l'effet préjudiciable de l'exposition à long terme d'une microgravité ou d'une gravité nulle sur l'appareil locomoteur humain. Les humains nés sur Vénus n'auraient presque aucune difficulté à s'adapter à la pesanteur de la Terre, ce qui devrait être une bonne raison de faire des visites et d'y retourner.
- Dans la haute atmosphère de Vénus, à une altitude de 50 km, la pression et la température sont similaires à la Terre (1 bar et 0-50 degrés Celsius). De plus, dans ces régions, l'énergie solaire est abondante. La constante solaire en haut de l'atmosphère vénusienne est de 2610 watts par m², 1,9 fois celle de la Terre, et les nuages sont assez réfléchissants pour que des panneaux solaires tournés vers eux reçoivent autant de lumière que s'ils étaient tournés vers le Soleil lui-même. Les vents de cette altitude feraient faire à une station flottante le tour de la planète en 100 h environ. À des altitudes plus élevées, cela prendrait encore moins de temps, ayant pour résultat une « journée » plus proche de la journée terrestre de 24 heures alors que sur la surface de Vénus une journée prendrait 243 jours terrestres.
- Vénus est également le corps le plus proche de la Terre en dehors de la Lune, facilitant le transport et les communications contrairement aux autres endroits du système solaire. Avec les systèmes actuels de propulsion, les fenêtres de lancement vers Vénus se produisent tous les 584 jours, comparés aux 780 jours nécessaires vers Mars. Le temps de parcours est également légèrement plus court ; la sonde Venus Express qui est récemment arrivée sur Vénus a fait légèrement plus de cinq mois de trajet, comparé à presque six mois pour Mars Express. À son point le plus proche, Vénus est à 45 millions de km de la Terre, comparé à 56 millions de km pour aller sur Mars.

## Obstacles

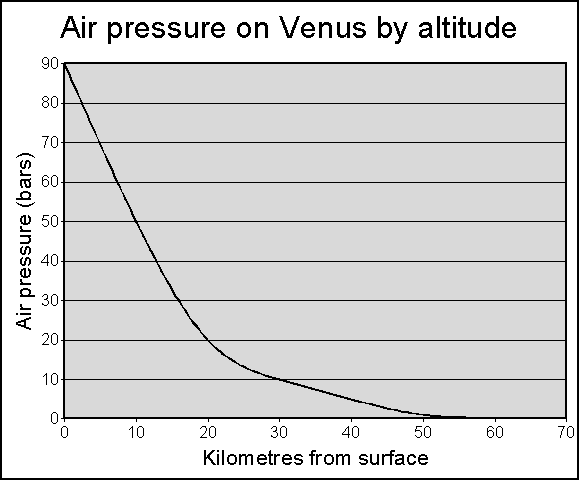
Graphique de la pression (en bars) dans l'atmosphère de Vénus par rapport à l'altitude (en km depuis la surface).

Vénus présente de nombreux défis pour la colonisation humaine, qui rend impossible toute tentative de colonisation avec la technologie actuelle.
La planète est extrêmement chaude, avec une température atmosphérique moyenne de 464 °C, plus élevée que la température de fusion du plomb, qui est de 327 °C. La pression atmosphérique à la surface est environ 92 bar, c'est-à-dire 92 fois celle de la Terre au niveau de la mer ; une pression équivalente sur Terre est celle ressentie dans les océans à environ 1 km de profondeur. Ces conditions font que la durée de vie des sondes spatiales qui parviennent à la surface est extrêmement brève : les sondes Venera 5 et Venera 6 par exemple ont été écrasées par la pression à respectivement 25 et 11 ± 1 km au-dessus de la surface,. Les sondes suivantes, Venera 7 et Venera 8 réussirent à transmettre après avoir atteint la surface, mais ces transmissions étaient très brèves, ne fonctionnant qu'à peine plus d'une heure dans l'atmosphère brûlante et corrosive,.
L'eau est, sous toutes ses formes, presque entièrement absente ; l'atmosphère est exempte de dioxygène et elle est constituée à la surface d'une concentration toxique et très élevée (96 %) de dioxyde de carbone, tandis qu'en altitude les nuages épais sont composés d'acide sulfurique et d'anhydride sulfureux sous forme de vapeur.
En ce qui concerne les ressources, une colonie située dans la haute atmosphère aurait des difficultés d'accès aux matériaux de la surface[réf. nécessaire].
L'inclinaison de l'axe de la planète, très faible (de 3,395°), entraîne la quasi-absence de saisons. Un jour solaire vénusien dure 116,750 jours terrestres, donnant des nuits et des journées de près de 2 mois terrestres chacune.
Par ailleurs, Vénus est dépourvue de champ magnétique ; sur Terre c'est la présence d'un tel champ qui assure sa protection contre les rayons cosmiques et les tempêtes solaires,.

## Méthodes de colonisation et d'exploration

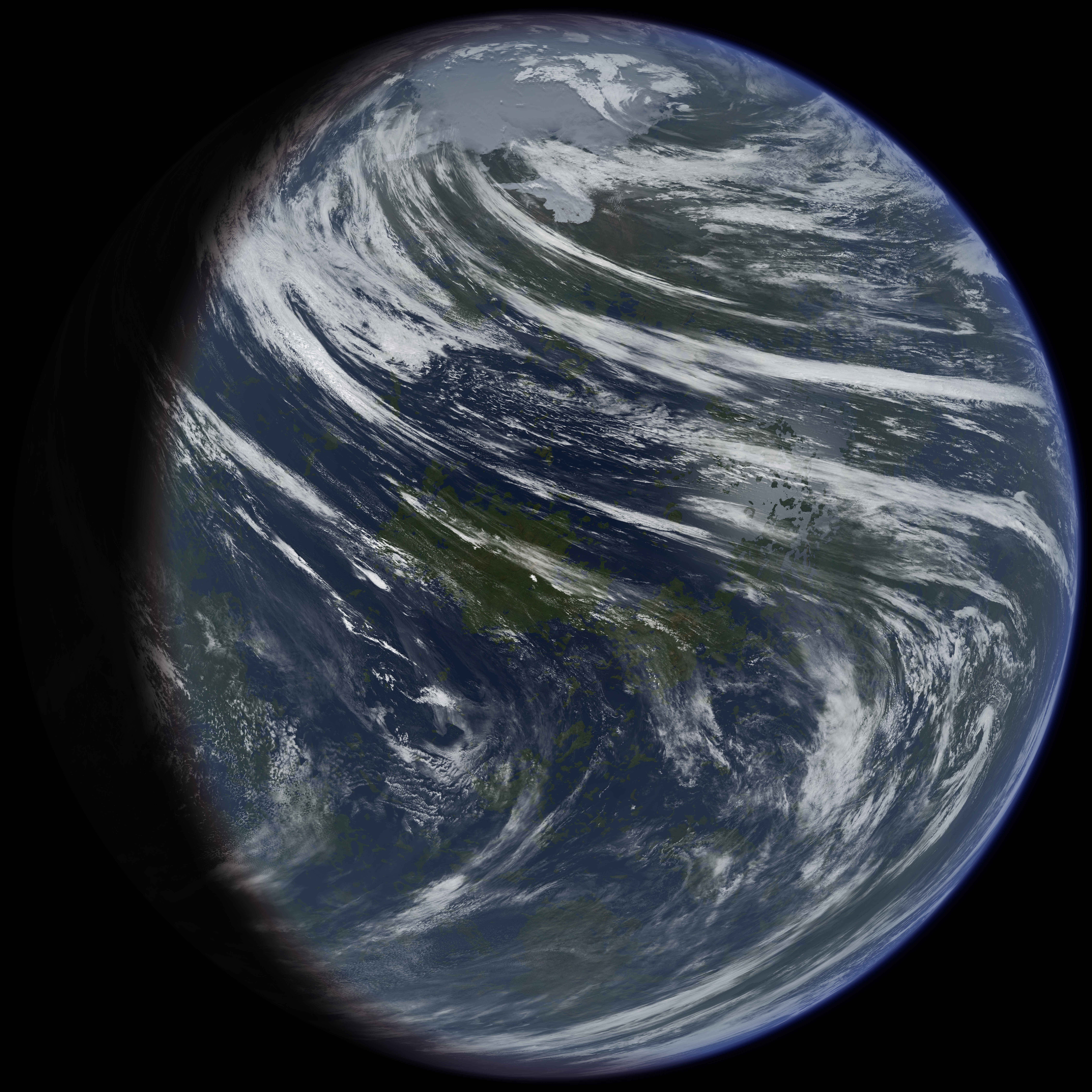
Vue d'artiste de Venus terraformée

Étant donné les conditions hostiles présentes à la surface de Vénus actuellement, une colonisation du sol de celle-ci est au-delà de nos capacités actuelles. Certains auteurs suggèrent de remédier à cela en terraformant Vénus rendant la planète très semblable à la Terre. Les besoins en énergie pour tous les plans de terraformation proposés sont gigantesques en comparaison de nos technologies actuelles, et le temps requis pourrait probablement dépasser des dizaines de milliers d'années, si ce n'est des millions. Malgré le pessimisme que fait germer ce laps de temps, la terraformation offrirait un potentiel permettant de répondre à la croissance exponentielle de l'espèce humaine qui devrait prendre plus de place dans l'espace. Si une grande partie ou la planète entière pouvait être ombragée, Vénus se refroidirait à une température plus clémente en seulement quelques décennies.
Des méthodes pourraient consister à placer une voile entre Vénus et le Soleil au point de Lagrange, ou des nuages de poussière commandés dans l'espace, et un grand nombre d'autres idées. D'autres suggèrent une approche différente, plaidant pour la colonisation non pas de la surface de la planète mais de son atmosphère supérieure, la partie la plus habitable de n'importe laquelle des planètes excepté la Terre.

### Explorations et recherches avant la colonisation
Puisque Vénus n'a pas autant été étudiée que des astres tels que la lune ou Mars, d'autres recherches doivent être conduites avant que des missions habitées soient approuvées. La sonde Venus Express a achevé sa mission en 2014, mais d'autres missions à bas prix ont été proposées pour approfondir l'exploration de l'atmosphère de la planète, comme la zone des 50 kilomètres au-dessus de la surface où la pression atmosphérique est la même que celle de la Terre au niveau de la mer.
Une telle sonde devrait utiliser l'énergie solaire. Cependant, la vitesse des vents dans l'atmosphère supérieure de Vénus peut atteindre jusqu'à 95 m/s au niveau supérieur des nuages, la pesanteur légèrement inférieure (8,87 m/s²) et la pression atmosphérique plus élevée allègent ceci légèrement, et le vol d'un avion sur Vénus serait plus facile que sur Mars avec sa pression extrêmement basse. La sonde devrait se "stationner" à 72 km d'altitude où la pression est suffisamment basse et où l'énergie solaire est abondante pour qu'elle puisse se recharger elle-même pour des excursions temporaires plus bas dans l'atmosphère pendant quelques heures. Comme une journée sur Vénus dure près de 100 jours terrestres à cause de sa très faible vitesse de rotation, la sonde devrait rester continuellement du côté éclairé et devrait seulement se déplacer à une vitesse de 13,4 km/h à l'équateur pour conserver la même vitesse de rotation que la planète. Explorer l'autre face de la planète ne devrait pas être possible jusqu'à ce que la lumière du soleil atteigne la zone, puisqu'une sonde à énergie solaire n'aurait pas la puissance nécessaire pour traverser la face non éclairée entièrement sans se recharger.

### Habitats aérostats et cités flottantes
Le chercheur de la NASA et auteur d'ouvrages de science-fiction Geoffrey Landis a rejeté les obstacles à la colonisation de Vénus en indiquant qu'ils reposaient sur l'hypothèse d'une colonisation à la surface de la planète alors que l'environnement était particulièrement propice à celle-ci au-dessus de la couche supérieure des nuages vénusiens. Il a proposé des habitats aérostats suivis par des cités flottantes, fondés sur le fait que l'air respirable (mélange d'environ 21 % d'oxygène et de 79 % d'azote) est un gaz surnageant dans la dense atmosphère vénusienne, avec environ la moitié de la puissance d'élévation de l'hélium sur Terre. Ceci permettrait aux dômes d'air respirable de soulever une colonie en plus de leur propre poids. Parallèlement, les dômes pourraient, s'ils étaient divisés en deux parties, contenir un gaz plus léger comme l'hydrogène ou l'hélium (qui peuvent être extraits de l'atmosphère) pour augmenter l'élévation des colonies.

### Terraformation
La terraformation est le processus théorique de modification de l'environnement d'un corps céleste (planète, satellite, ...) pour le rendre plus habitable en termes d'atmosphère, de température ou d'écologie. Vénus a été le sujet de plusieurs propositions de terraformation. Parmi celles-ci, on peut retenir les suivantes.
Carl Sagan en 1961 suggéra de terraformer Vénus en envoyant dans son atmosphère des algues dans le but de changer le dioxyde de carbone de cette planète en oxygène. Cependant, il est actuellement connu que l'eau est tellement rare sur Vénus que même les meilleurs efforts de photosynthèse ajouteraient une quantité négligeable d'oxygène tout en consommant le peu de vapeur d'eau qu'il y a.
Robert Zubrin, suivant des études datant de 1991 study par Paul Birch, a proposé un grand écran solaire, conçu pour protéger Vénus contre le soleil et pour la refroidir suffisamment afin de liquéfier les gaz, d'une température de moins de 31,03 °C et d'une pression partielle du CO2 de 73,8 bars (le point critique du dioxyde de carbone) et puis une baisse à 5,185 bars et à une température de −56,3 °C (le point triple du dioxyde de carbone.) La sublimation du dioxyde de carbone atmosphérique en glace sèche fera accroître celle-ci sous forme de dépôt à la surface, après quoi elle serait d'une façon ou d'une autre enterrée ou être emmenée sur Mars, — qui à l'opposé du problème de Vénus — a une pression atmosphérique insuffisante et a peu de gaz à effet de serre. Avec la protection solaire et le déplacement des gaz à effet de serre, le problème de la pression atmosphérique et de la chaleur seraient résolus. Cependant, Zubrin concède que le manque d'eau demeurerait un problème sérieux, et même le bombardement de la surface avec des comètes ou des astéroïdes contenant de la glace prendrait longtemps et ne suffirait pas à résoudre le problème. Birch suggère de déplacer une des lunes glacées de Saturne et de bombarder Vénus avec ses fragments pour peut-être fournir 100 km3 d'eau. Ainsi, Vénus terraformée aurait des mers très peu profondes et salées, utiles dans la réduction de l'effet de serre dû à la vapeur d'eau. L'accélération de la rotation planétaire semblerait être un projet d'un avenir lointain. G. David Nordley a suggéré, en fiction, que la durée d'un jour vénusien pourrait être baissé à 30 jours terrestres en exportant l'atmosphère de Vénus dans l'espace par l'intermédiaire de catapultes électromagnétiques.
Landis a suggéré que dès que les villes flottantes auraient été construites, elles pourraient former un bouclier solaire autour de la planète, et pourraient simultanément être employées pour transformer l'atmosphère la rendant plus favorable, de ce fait il combine la théorie du bouclier solaire et la théorie de traitement atmosphérique qui fournirait immédiatement l'espace habitable de l'atmosphère vénusienne. Faits à partir de nanotubes de carbone, récemment fabriqués en forme de feuille, alors les matériaux structuraux principaux peuvent être produits en utilisant du dioxyde de carbone recueilli dans l'atmosphère. Récemment synthétisé, le a-CO2 pourrait prouver son utilité comme matériau de structure s'il peut être éteint aux états de STP[réf. nécessaire], peut-être dans un mélange avec de la silice. Selon l'analyse de Birch, de telles colonies et matériaux provoqueraient une retombée économique immédiate de la colonisation de Vénus, éloignant les efforts de terraformation.

### Colonies en orbite autour de Vénus
Une autre voie prometteuse pour la colonisation est l'utilisation de l'espace proche de Vénus pour la capture orbitale et le développement de la présence de comètes et d'astéroïdes.
Bien que Vénus n'ait pas de lunes, dans un proche avenir il pourrait être pratique de pousser de plus petits corps dans les orbites des planètes intérieures. Vénus est particulièrement bonne pour ceci car l'aérofreinage dans son épaisse atmosphère peut être employé pour ralentir ces corps vers la surface. À la différence de l'espace proche de la Terre, où le danger de heurter la Terre aurait des effets graves sur la civilisation, l'espace proche de Vénus ne souffre pas de ce problème. La quantité d'énergie utilisable du Soleil fait de Vénus un lieu très attractif pour le développement industriel.
C'est également un précurseur probable à n'importe quelle tentative sérieuse de développer l'activité économique dans la pesanteur de Vénus. Des ressources dans l'orbite de Vénus seraient employées pour prolonger l'activité vers les plus basses altitudes, peut-être sous forme d'ascenseur spatial.

## Exploration actuelle de Vénus
La sonde Venus Express de l'ESA s'est mise en orbite autour de la planète en mai 2006 pour étudier l'atmosphère et les nuages en détail ; la mission s'est achevée le 16 décembre 2014. La mission MESSENGER vers Mercure a fait des passages près de Vénus en octobre 2006 et en juin 2007.
La sonde japonaise Akatsuki de la JAXA s'est mise en orbite autour de Vénus en 2015, à une altitude plus haute que prévu à la suite d'une défaillance de sa propulsion ; elle peut cependant réaliser une partie de ses objectifs scientifiques dans l'étude de la haute atmosphère de la planète.
La sonde spatiale BepiColombo survole Vénus le 15 octobre 2020 sur le chemin de Mercure, et sa caméra MCAM 2 image la planète à une distance de 17 000 km. Elle survola à nouveau Vénus le 11 août 2021.

## Sources
- (en) Cet article est partiellement ou en totalité issu de l’article de Wikipédia en anglais intitulé « Colonization of Venus » (voir la liste des auteurs).

## Compléments